# Camucia
Camucia (pron. Camucìa) è una frazione del comune di Cortona che conta circa 5600 abitanti situata ai piedi della collina. È situata lungo la ex Strada statale 71 Umbro Casentinese Romagnola (d'ora in poi solo Umbro/casentinese) ed attraverso la Via Lauretana dista circa 5 km dal raccordo autostradale Perugia / Siena.
Le attività artigianali ed industriali di Camucia sono per lo più concentrate nella zona industriale del Vallone a circa 2,5 km dal centro lungo la Umbro Casentinese.
Camucia (4 km dal centro di Cortona) è una delle due stazioni ferroviarie del Comune di Cortona insieme alla stazione di Terontola (9 km dal centro di Cortona).
Il mercato si svolge ogni giovedì mattina della settimana. Il suo centro più importante è piazza Sergardi e si dipana lungo via Lauretana, via 25 aprile, via dell'Esse, via Sandrelli. A settembre si svolge la Fiera, di norma nella seconda settimana, ad ogni modo il lunedì seguente è la festa di Cristo Re, per tutto il giorno.

## Monumenti e luoghi di interesse

### Zone archeologiche etrusche
A Camucia si può trovare, lungo via Lauretana, uno dei vari tumuli etruschi situati nel comune di Cortona: il cosiddetto melone François, dal nome del suo scopritore, l'archeologo italiano Alessandro François. François scoprì questo tumulo nel 1842. Nel 1964 fu poi scoperta e scavata una seconda tomba nella parte nord del tumulo. Il materiale ritrovato in queste due tombe, la piccolissima parte di quello originario, scampato ai numerosi saccheggi, è tuttora esposto al Museo Archeologico di Firenze.

## Infrastrutture e trasporti
Camucia dispone di una propria stazione ferroviaria, la stazione di Camucia-Cortona, dove transitano treni Trenitalia. 
Numerosi gli autobus che collegano la frazione al centro storico di Cortona e alle frazioni limitrofe. Il servizio è gestito da Autolinee Toscane.